# Leopold Kronecker
Leopold Kronecker (Liegnitz, 1823. december 7. – Berlin, 1891. december 29.) német matematikus, aki szerint „Isten teremtette az egész számokat; minden egyéb az ember műve”.

## Életrajza
A gimnáziumba szülőhelyén járt, ahol akkor Ernst Eduard Kummer adta elő a matematikát. Egyetemi tanulmányait Berlinben, Bonnban és Boroszlóban végezte, és 1845-ben Berlinben doktorrá avatták. Doktori értekezését 1845-ben számelméletből írta a Berlini Egyetemen, a tanárai Peter Gustav Lejeune Dirichlet és Johann Franz Friedrich Encke voltak. Disszertációjának címe: De unitatibus complexis. A következő tíz év során gazdasággal foglalkozott Liegnitz környékén. 1850-ben írt cikke az ötödfokú egyenletek általános megoldásáról a csoportelmélet alkalmazása. 1853-ban az egyenletek algebrai megoldhatóságáról írt művében Kronecker kiterjesztette Évariste Galois elméletét az egyenletek elméletére is. 1855-ben Berlinbe költözött, ahol 1861-ben az akadémia rendes tagjává választották. Mint akadémikus egyszersmind az egyetemen is tartott előadásokat, de tanár csak 1883-ban lett. Számos éven át Weierstrass és mások társaságában részt vett a Crelle által alapított Matematisches Journal szerkesztésében. Tudományos vizsgálatai a számelméletre, algebrára és analízisre vonatkoznak. Már doktori értekezése: De unitatibus complexis is számottevő alkotás. Kummer 50 éves doktori jubileumára írt Grundzüge einer arithmetischen Theorie der algebraischen Grössen című értekezésében (Crelle-Journ. 92. kötet) az algebrai mennyiségek elméletének első rendszeres összefoglalását nyújtotta. Igen nevezetesek továbbá az elliptikus függvények elméletének a számelméletben való alkalmazására vonatkozó vizsgálatai. Összegyűjtött értekezéseit és felolvasásait Kurt Hensel adta ki. Kronecker a Magyar Tudományos Akadémiának is külső tagja volt.
Nevét viseli a Kronecker–Capelli-tétel a lineáris algebrában, a Kronecker-szimbólum (vagy „Kronecker-delta”), a Kronecker–Weber-tétel, a Kronecker-tétel a számelméletben, a Kronecker-szorzat, illetve a Kronecker-lemma.